# Vito Pertosa
Vito Pertosa (Monopoli, 22 aprile 1959) è un imprenditore italiano, Presidente e Ceo di MERMEC (dal 2006), Fondatore e Presidente di Angel Holding (dal 2008). 
È esperto scientifico in innovazione tecnologica presso il Ministero delle imprese e del made in Italy (MIMIT) ed è membro del Consiglio di Amministrazione della Fondazione Centro Nazionale per la Mobilità Sostenibile (MOST).È sposato dal 1980 e ha tre figli.

## Biografia
Vito Pertosa è figlio di Angelo Pertosa, fondatore della Meridional Meccanica S.a.s. e concessionario di trattori Lamborghini. Pertosa ha iniziato a lavorare formalmente nell'impresa di famiglia nel 1980, dopo essersi diplomato come perito industriale meccanico e aver insegnato all'ENAIP. Nel 1997, insieme ad altri imprenditori, ha fondato l'Associazione Sviluppo Polis, che ha riunito più di duecento aziende, assumendone il ruolo di Presidente.
Dopo l'entrata in Meridional Meccanica, Pertosa iniziò un processo di trasformazione dell'impresa verso il settore ferroviario, che portò alla fondazione di MERMEC S.p.A. nel 1988. Nel 2006, Pertosa divenne presidente di MERMEC.
Nel 2007 divenne Reggente con funzione di Censore per la filiale di Bari della Banca d'Italia. Nel 2008 fondò Angel Holding, società capogruppo di sue aziende specializzate nella ricerca e sviluppo di tecnologie in diversi settori: ferroviario, aerospaziale e della meccatronica digitale, oggi attiva in 73 paesi nel mondo. Nel 2012 fonda SITAEL S.p.A., azienda aerospaziale a capitale interamente privato operante nel mercato dei satelliti LEO e della propulsione elettrica spaziale.
Dal 2012 al 2014 Pertosa è stato membro del consiglio d'amministrazione dell'Agenzia Spaziale Italiana.
È stato vicepresidente del Parco Scientifico e Tecnologico Tecnopolis, vicepresidente del Consorzio di Ricerca Procomp, amministratore delegato del Consorzio South Space, amministratore unico del Consorzio 2M CLIV, membro del Comitato Tecnico Nazionale per l'Innovazione e la Ricerca di Confindustria e amministratore delegato del CENTRO LASER S.C.r.l. (società di ricerca scientifica).
È stato inoltre amministratore unico di ITEL Italiana, presidente di IMAGEMAP Inc. (USA - West Columbia, SC) e presidente del Gruppo Argenta.
In qualità di Presidente MERMEC, a giugno 2023, ha partecipato al summit internazionale G7 Trasporti in Giappone. Nell'aprile 2024, ha partecipato al G7 Trasporti di Milano. MERMEC ha espresso sostegno alle ferrovie in Ucraina durante questo evento. Nel maggio 2024, ha partecipato per la quarta volta a Choose France 2024, l'evento annuale organizzato dal presidente Emmanuel Macron, rivolto alle principali aziende internazionali interessate al mercato francese. A giugno 2024 ha partecipato all’Ukraine Recovery Conference (URC) a Berlino. A luglio 2024 ha partecipato ai lavori del "G7 Industry Stakeholder Conference" a Reggio Calabria, in occasione della riunione dei ministri del commercio del G7.

## Premi e riconoscimenti
| Entrepreneur Of The Year in the 'Innovation' category. - ribbon for ordinary uniform | Imprenditore dell'Anno nella categoria 'Innovazione' |
| Entrepreneur Of The Year in the 'Innovation' category. - ribbon for ordinary uniform | — Ernst & Young — 2009                               |

| Photonics Prism Award per 'Detectors, Sensing, Imaging, and Cameras' San Francisco, USA |
| — 2012                                                                                  |

| Premio NIAF Leonardo da Vinci per la Tecnologia, Washington, DC, USA |
| — 13 ottobre 2018                                                    |

| Premio Roma allo Sviluppo del Paese - Economia, Impresa e Sociale |
| — 6 dicembre 2018                                                 |

| Laurea honoris causa in Automation Engineering - ribbon for ordinary uniform | Laurea Honoris Causa in Ingegneria dell'Automazione |
| Laurea honoris causa in Automation Engineering - ribbon for ordinary uniform | — Politecnico di Bari — 23 maggio 2019              |

| Premio “Il Perugino, Artista e Imprenditore”, Perugia |
| — 15 aprile 2025                                      |